# Caupolicana wilsoni
Caupolicana wilsoni là một loài Hymenoptera trong họ Colletidae. Loài này được Reed mô tả khoa học năm 1947.